# Mrkodol
Mrkodol är ett samhälle i Bosnien och Hercegovina.   Det ligger i entiteten Federationen Bosnien och Hercegovina, i den sydvästra delen av landet, 90 km väster om huvudstaden Sarajevo. Mrkodol ligger 894 meter över havet och antalet invånare är 1 082.
Terrängen runt Mrkodol är kuperad åt sydost, men åt nordväst är den platt. Närmaste större samhälle är Tomislavgrad, 10,1 km norr om Mrkodol. 
Trakten runt Mrkodol består till största delen av jordbruksmark. Runt Mrkodol är det ganska tätbefolkat, med 93 invånare per kvadratkilometer.